# Jekaterina Alexandrowna Lagno
Jekaterina Alexandrowna Lagno (ukrainisch Катерина Олександрівна Лагно / Kateryna Oleksandriwna Lahno, russisch Екатерина Александровна Лагно, beim Weltschachbund FIDE Kateryna Lagno; * 27. Dezember 1989 in Lwiw, Ukrainische SSR, Sowjetunion) ist eine ukrainisch-russische Schachspielerin, die seit Juli 2014 für den russischen Schachverband spielt. 2014 wurde sie Weltmeisterin im Schnellschach, 2010 sowie 2018 und 2019 Weltmeisterin im Blitzschach.

## Leben und Leistungen
Sie erlernte das Schachspiel mit vier Jahren. Mit acht wurde sie in Oropesa del Mar U10-Mädchenweltmeisterin, mit neun Jahren Meisterkandidatin. Im Jahre 2001 erzielte sie im Blitzschach ein Remis gegen den zweimaligen Vize-Weltmeister Viktor Kortschnoi.
Am 29. April 2002, im Alter von zwölf Jahren, vier Monaten und zwei Tagen, wurde sie zur bisher jüngsten Frauengroßmeisterin (WGM). Weniger als ein Jahr später wurde sie Internationaler Meister; 2003 bei einem Großmeisterturnier in Kramatorsk erzielte sie ihre erste Großmeisternorm. Die zweite GM-Norm erreichte sie im Juli 2005, als sie die Frauen-Europameisterschaft in Chișinău gewann und damit zur bisher jüngsten Europameisterin wurde. Ende Juli 2006 erzielte sie die dritte GM-Norm durch ihren Turniersieg beim North Urals Cup, einem sehr stark besetzten Frauenschachturnier in Krasnoturjinsk. Der GM-Titel wurde ihr erst ein Jahr später im Juni 2007 verliehen. Im Dezember 2006 gewann sie einen Wettkampf gegen das indische Talent Parimarjan Negi in Neu-Delhi, bei dem jeweils sechs Turnier-, Schnellschach- und Blitzpartien gespielt wurden, mit 11:7. 2008 gewann sie in Plowdiw zum zweiten Mal die Europameisterschaft der Frauen. Im September 2010 gewann sie in Moskau die Blitzschach-Weltmeisterschaft der Frauen. Im April 2014 wurde sie in Chanty-Mansijsk Schnellschach-Weltmeisterin der Frauen. Sie erzielte 10,5 Punkte aus 15 Runden und verwies die punktgleiche Alexandra Kostenjuk dank besserer Feinwertung auf den 2. Platz. Im Juni 2015 wurde ihr vom russischen Sportministerium der Titel Großmeister Russlands verliehen.
Bei der Schachweltmeisterschaft der Frauen 2018, die im K.-o.-Modus ausgetragen wurde, unterlag sie im Finale der amtierenden Weltmeisterin Ju Wenjun im Tie-Break. Im Dezember 2018 gewann sie in Sankt Petersburg die Weltmeisterschaft der Frauen im Blitzschach und wiederholte diesen Erfolg im folgenden Jahr in Moskau.
Ihre höchste Platzierung in der FIDE-Weltrangliste der Frauen war Platz 5 von September 2011 bis Januar 2012. Lagno war mit dem französischen Schachjournalisten und Großmeister Robert Fontaine verheiratet. Am 21. Juli 2014 erhielt Lagno die russische Staatsbürgerschaft. Sie ist mit dem russischen Großmeister Alexander Grischtschuk verheiratet und Mutter von vier Kindern.

## Partiebeispiel
|   | a | b | c | d | e | f | g | h |   |
| 8 |   |   |   |   |   |   |   |   | 8 |
| 7 |   |   |   |   |   |   |   |   | 7 |
| 6 |   |   |   |   |   |   |   |   | 6 |
| 5 |   |   |   |   |   |   |   |   | 5 |
| 4 |   |   |   |   |   |   |   |   | 4 |
| 3 |   |   |   |   |   |   |   |   | 3 |
| 2 |   |   |   |   |   |   |   |   | 2 |
| 1 |   |   |   |   |   |   |   |   | 1 |
|   | a | b | c | d | e | f | g | h |   |

In der folgenden Partie besiegte Lagno mit den schwarzen Steinen bei der Global Chess League in Dubai 2023 die Inderin K. Humpy.
K. Humpy–Lagno 0:1
Dubai, 2. Juli 2023
Halbslawische Verteidigung, D44
1. Sf3 Sf6 2. c4 e6 3. Sc3 d5 4. d4 dxc4 5. e3 a6 6. Lxc4 b5 7. Ld3 Lb7 8. 0-0 Sbd7 9. b3 c5 10. Lb2 Le7 11. Tc1 0-0 12. De2 cxd4 13. Sxd4 Se5 14. Lb1 Db6 15. Tfd1 Tac8 16. Sf3 Sxf3+ 17. gxf3 Da5 18. Se4 Sxe4 19. fxe4 La3 20. Lxa3 Dxa3 21. Txc8 Txc8 22. Dd2 De7 23. Dd7 Kf8 24. Dxe7+ Kxe7 25. Kf1 Tc5 26. f3 a5 27. Kf2 Lc6 28. Ld3 Ld7 29. f4 f6 30. Le2 Tc2 31. a3 b4 32. a4 Tb2 33. Td3 Lc6 34. Ke1 Lxe4 35. Td4 Ld5 36. Ld1 Lxb3 37. Lxb3 Txb3 38. e4 Ta3 0:1
| Die zur Anzeige dieser Grafik verwendete Erweiterung wurde dauerhaft deaktiviert. Wir arbeiten aktuell daran, diese und weitere betroffene Grafiken auf ein neues Format umzustellen. (Mehr dazu) |

## Mannschaftsschach

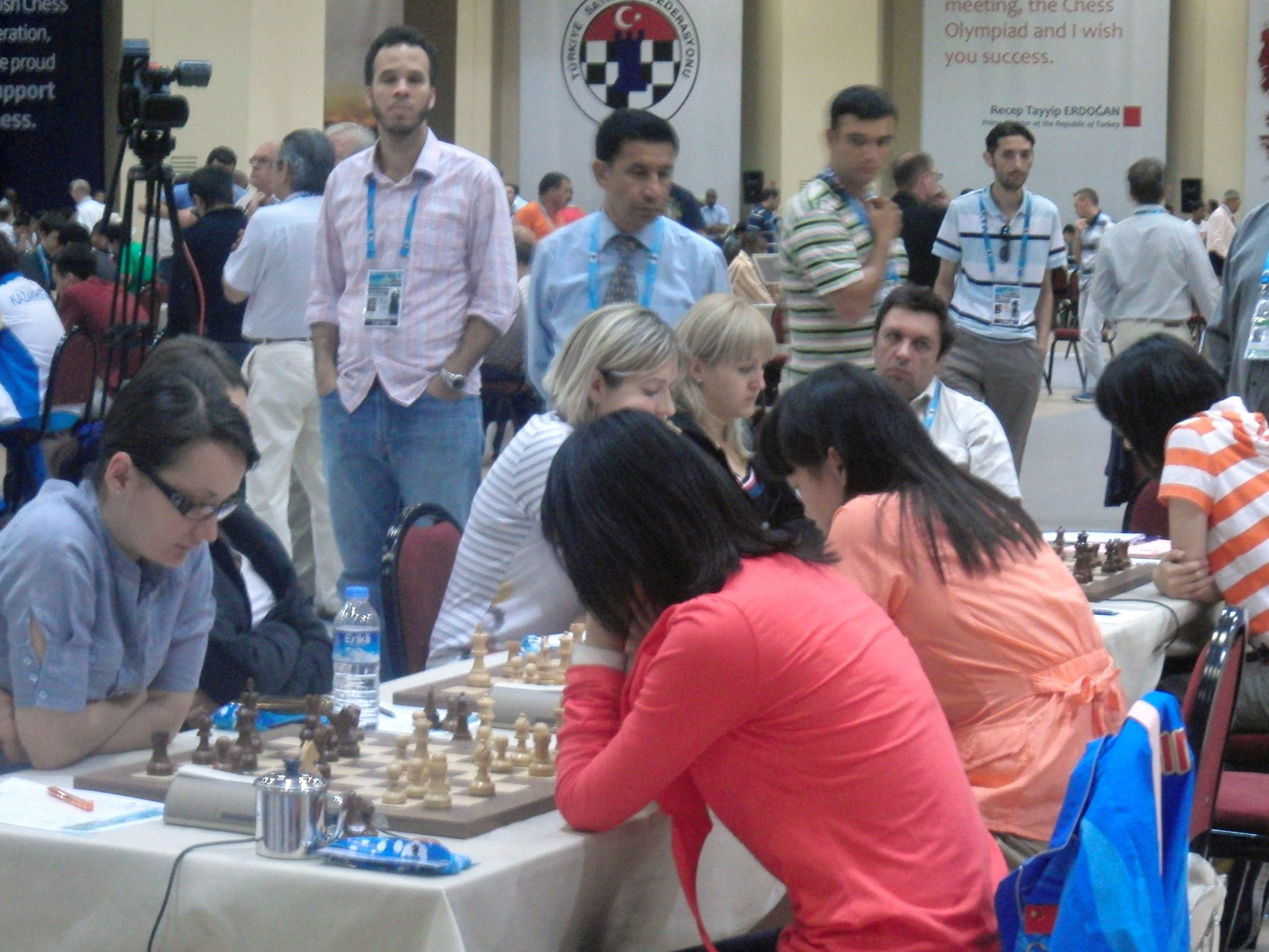
Ukraine (Jekaterina Lagno, Maria Muzychuk, Natalja Schukowa und Anna Uschenina) – China, Schacholympiade 2012 in Istanbul (Runde 3).

### Nationalmannschaft
Mit der ukrainischen Frauenauswahl nahm sie ab der Schacholympiade 2004 bis 2012 in Istanbul an fünf Schacholympiaden teil. 2006 in Turin gewann sie mit der Mannschaft die Goldmedaille und für ihr Resultat an Brett 2 eine Silbermedaille.
Von 2005 bis 2013 nahm Lagno an fünf Mannschaftseuropameisterschaften der Frauen teil und wurde 2013 Mannschaftseuropameisterin.
Außerdem gewann Kateryna Lagno 2013 mit der Ukraine die Mannschaftsweltmeisterschaft der Frauen, sie gehörte bei diesem Turnier auch 2007 zur ukrainischen Auswahl.
Die Schacholympiade 2014 der Frauen in Tromsø gewann Lagno mit Russland.

### Vereinsschach
In der Schachbundesliga spielte Lagno von 2010 bis 2012 für die Sportfreunde Katernberg. In Frankreich spielte sie in der höchsten Spielklasse, der Top 16, in der Saison 2009/10 für Association Cannes-Echecs. Am European Club Cup der Frauen nahm Kateryna Lagno zehnmal teil und gewann den Wettbewerb 2009 mit Spartak Widnoje und 2011 mit AVS Krasnoturjinsk. In der chinesischen Mannschaftsmeisterschaft spielte sie 2012 für Wuxi sowie 2017 und 2019 für Chengdu.